# Villogorgia mauritiensis
Villogorgia mauritiensis är en korallart som beskrevs av Ridley 1882. Villogorgia mauritiensis ingår i släktet Villogorgia och familjen Plexauridae. Inga underarter finns listade i Catalogue of Life.